# Альф Акерман
Альфред Артур Ерік Акерман (англ. Alfred Arthur Eric Ackerman; нар. 5 січня 1929, Преторія, Південно-Африканський Союз — пом. 10 липня 1988, Дуноттан, ПАР) — південноафриканський професійний футболіст та футбольний тренер.

## Біографія
Народився 5 січня 1929 року в Преторії, столиці Південно-Африканського Союзу. Провів більшу частину своєї кар'єри в Шотландії та Англії, погравши за «Клайд», «Галл Сіті», «Норвіч Сіті», «Дербі Каунті», Карлайл Юнайтед та «Міллволл». У квітні 1957 року грав у складі збірної третього дивізіону Футбольної Ліги Північ. В 1958 році став найкращим бомбардиром Третього дивізіону, розділивши першу сходинку з Дереком Рівзом та Семмі Маккрорі. У 1961 році Аккерман став граючим тренером «Дартфорда», а згодом тренером «Еббсфліт Юнайтед». Він помер у Дуноттані у віці 59 років.
Аккерман два сезони поспіль вигравав звання найкращого бомбардира Трансваальської ліги в Південній Африці, перш ніж підписав контракт з «Клайдом».
Він був одним із трьох південноафриканських футболістів, які виступали за «Галл Сіті» в 1950-х роках, іншими були Норман Нільсон і Ніл Кубі.